# Minnie Miñoso
Saturino Orestes Armas Miñoso Arrieta, (Perico, Matanzas, 29 de noviembre de 1923 - 1 de marzo de 2015)apodado "El Cometa Cubano" y "Mr. White Sox", fue un beisbolista cubano. Inició su carrera en las ligas negras y se convirtió en un tercer base estrella con los New York Cubans. Los Cleveland Indians firmaron a Miñoso después de la temporada 1948 después de que cayera la barrera de color. Miñoso entonces fue a convertirse en un jugador estrella con los Indians y con los Chicago White Sox. El primer afrolatino en las Grandes Ligas y el primer jugador negro en la historia de los White Sox, en 1951 fue uno de los primeros jugadores latinoamericanos en un jugar un Juego de las Estrellas.
Miñoso fue una estrella de la Liga Americana por siete temporadas y ganador de un guante de oro por tres temporadas cuando andaba en los treinta años. Bateó sobre .300 por ocho temporadas. Fue líder en la Liga Americana en triples y en bases robadas en tres ocasiones, en hits, dobles y bases totales en cada una de ellas. Willie Mays (179 robos) y Miñoso (167 robos) fueron ampliamente acreditados como líderes del resurgimiento de la velocidad como un arma ofensiva en la década de 1950. Miñoso era particularmente adepto a llegar a la base, siendo líder en la Liga Americana por el golpeo del pitcheo contrario con un récord de diez veces y sosteniendo la marca de la Liga en golpeados por el pitcheo de 1959 a 1985. Miñoso como jugador defensivo fue el líder en la Liga Americana en asistencias entre todos los jardineros en seis veces y en doble plays en cuatro ocasiones.
Miñoso fue uno de los jugadores más populares y dinámicos en la historia de la franquicia de los White Sox. Ayudó al "Go-Go" White Sox llegando a ser uno de los equipos premier en las décadas de los 1950s y 1960s. Un raro poder a través de un equipo conocido por su velocidad y defensiva, Miñoso también ayudó al récord de White Sox de carreras anotadas de 1956 a 1974.
Miñoso dejó las Ligas Mayores al terminar la temporada de 1964, pero continuó jugando y manejando equipos en la Liga Mexicana del Verano hasta 1973. Se reunió con los White Sox como coach y fue parte de un breve pero alto evento publicitario, al aparecer como jugador en 1976 y 1980. Fue el tercer jugador en conseguir un hit después de los 50 años y el segundo jugador en aparecer en las Ligas Mayores en cinco décadas. El uniforme de Miñoso con el número 9 fue retirado por los White Sox en 1983 y una estatua de él fue develada en U.S. Cellular Field en 2004. Miñoso fue elegido al Salón de la Fama de los Cubanos en el Exilio en 1983 y en el Salón de la Fama del Béisbol Profesional Mexicano en 1996.
En 2014, Miñoso apareció por segunda vez en la boleta de elección como candidato a ingresar a the National Baseball Hall of Fame's Golden Era Committee para ser considerado como un posible ingreso al salón de la fama en 2015. Él y otros candidatos incluyendo al excompañero de White Sox, Billy Pierce y otros dos exjugadores de Cuba, Tony Oliva y Luis Tiant, perdiendo todos su inducción en 2015.

### Sus inicios
Nacido en Perico , provincia  matanzas cerca de La Habana, fue hijo de Carlos Arrieta y Cecilia Armas. Su fecha de nacimiento se menciona como 29 de noviembre de 1923. Pero para Cuba en 1951 obtuvo la licencia para conducir y su primera tarjeta de béisbol aparecida en 1952/1953 se menciona como fecha de nacimiento 29 de noviembre de 1925. La tarjeta de béisbol de Miñoso fue repartida por su familia a los visitantes quienes se detenían a dar sus respetos por Miñoso como un recuerdo para él en la iglesia de Chicago antes de su funeral, impresa "1924-2015"
Su padre trabajaba en los campos de plantación de caña de azúcar en donde la familia vivía. Su mamá tuvo otros cuatro hijos de un matrimonio previo que tenía el apellido "Miñoso" de su marido anterior. Su hijo Orestes también era referido como "Miñoso" y en algún momento su nombre fue su último nombre en su vida. Cambió su nombre legalmente a Orestes Miñoso cuando fue ciudadano de los Estados Unidos. Miñoso creció jugando béisbol con dos de sus hermanos, llegando a ser gerente del equipo mientras trabajaba con su padre en la plantación, buscando jugadores y el equipo necesario para él. En 1941 se mudó a La Habana a vivir con su hermana y ahí jugar al béisbol.

## Carrera como beisbolista

### Cuba y las Ligas Negras
Miñoso jugó béisbol profesional como tercera base en Cuba y en las Ligas Negras. Firmó contrato con un equipo de Marianao en 1945 por 150 dólares al mes, y se movió a las Ligas Negras con los New York Cubans en la siguiente temporada doblando su salario mensual. Líder de bateo para los Cubans, con .309 en 1946 y seguido con un promedio de .294 en 1947 cuando ganaron la Serie Mundial Negra frente a los Cleveland Buckeyes. Fue el tercera base titular por el Este en el Juego de Estrellas de 1947 y otra vez en 1948.
Miñoso permaneció con los Cubans hasta que firmó con la organización de the Cleveland Indians en la temporada de 1948 iniciando su carrera en las ligas menores con The Dayton Indians de la Liga Central, bateando .525 en 11 juegos.

### Cleveland Indians
El 19 de abril de 1949, Miñoso hizo su debut en las Ligas Mayores con los Cleveland Indians, siendo el primer negro de origen cubano en las Ligas Mayores. Tuvo un turno como bateador emergente por el pitcher en la séptima entrada del partido perdido en gira ante St. Louis Browns. Dio su primer hit en su siguiente juego el 4 de mayo, un sencillo a Alex Kellner en la sexta entrada de un juego ganado 4-3 contra Philadelphia Athletics. Al día siguiente, dio su primer jonrón frente a Jack Kramer en la segunda entrada en la victoria 4-3 sobre the Boston Red Sox. Miñoso tenía pocas oportunidades de mostrar buena impresión. Los Indians, continuaron firmando jugadores negros siendo más agresivos en este concepto que los demás equipos de la Liga Americana, por lo cual obtuvieron el gallardete y firmarían la victoria en la Serie Mundial de 1948, siendo el equipo más poderoso en el béisbol. Miñoso había conseguido una pequeña oportunidad y estar en el lineup (alineación) como novato, cuando jugaba Ken Keltner como tercera base, y él tuvo solo 16 turnos al bate hasta el 13 de mayo en que fue enviado a las ligas menores. Miñoso fue enviado a San Diego Padres en ese tiempo equipo de la Liga de la Costa del Pacífico por el resto de la temporada de 1949 y toda la temporada de 1950 en donde bateó .297 en su primer año y al siguiente con un promedio de .339 con 115 carreras impulsadas (RBI),
Miñoso regresó a los Indians al inicio de la temporada de 1951, pero el equipo no tenía lugar para él en el lineup, dado que los Indians tenían como tercera base a Al Rosen y a Larry Doby (Primer afroamericano de la Liga Americana y firmado por Cleveland) con Dale Mitchell y Bob Kennedy en los jardines. Solo tuvo catorce turno al bate en ocho juegos en el mes de abril.

### Cambiado a Chicago White Sox
El 30 de abril de 1951, los Indians enviaron a the White Sox en un trato entre tres equipos en donde estaba the Athletics, consiguiendo al pitcher relevista Lou Brisse de los Athletics en intercambio. El 1° de mayo, Miñoso fue el primer jugador negro con the White Sox, bateando un jonrón de 415 pies en el Comiskey Park en el primer lanzamiento en su primera vez al bate contra the New York Yankees. Fue una estrella instantánea, manteniendo un promedio de bateo sobre los .350 en la mitad de la primera parte de la temporada finalizando la temporada con .324 –segundo en la Liga Americana– detrás del promedio de .344 de Ferris Fein de the Athletics. Miñoso fue llamado por primera vez al roster de la Liga Americana para el Juego de Estrellas (como jugador de reserva) siendo solo con su compañero de equipo Chic Carrasquel y el pitcher de the Washington Senators Connie Marrero –uno de los primeros jugadores latinoamericanos en ser nominados al equipo de Estrellas–. Ese año, se anotaron 112 carreras (siendo el líder total de la Liga Dom DiMaggio, en 138 juegos jugados, llegando al tope de la liga con 14 triples y 31 bases robadas y como las 16 veces que dio de hit cuando los pitchers iniciaban sus lanzamiento y fue conocido como "Mr White Sox". Siguiendo la temporada de 1951 finalizó en segundo lugar en la votación para Novato del Año de la Liga Americana detrás del novato de los Yankees, Gil McDougald, lo cual originó protestas por los White Sox debido a que Miñoso tenía mejores estadísticas en cada categoría. Miñoso terminó cuarto en la votación para elección del Jugador Mas Valioso de ese año. Se considera un jugador tan destacado que el jardinero de los Yankees Mickey Mantle lo apodó Commerce Comet porque recordó a los observadores del Cometa Cubano. 
Miñoso siguió jugando de manera sobresaliente por varios años con Chicago. Líder en bases robadas en 1952 (22) y 1953 (25) y en lo alto de la liga con 18 triples y 304 bases en total en 1954. El 14 de abril de 1953, apareció en los siguientes tres juegos de estrellas, iniciando en 1954. El 14 de abril de 1953, el día de la inauguración de la temporada, dio el único hit por los White Sox en la derrota de 4-0 ante Bob Lemon, lanzador de los Indians. Y el 4 de julio de 1954, rompió un juego sin hit ni carrera combinado por tres lanzadores de los Indians, con dos outs en el noveno inning, en la derrota 2-1. Líder en la Liga Americana como jardinero izquierdo, con tres doble plays en 1953 y al año siguiente líder en toda la Liga Americana como jardinero izquierdo con 13 asistencias y 3 doble plays. En el primer juego de un doble juego, el 16 de mayo de 1954 impulsó seis carreras en la victoria 10-5 contra los Senators y el 23 de abril de 1955 anotó cinco carreras siendo un récord para los White Sox, en la paliza de 29-6 contra Kansas City Athletics. Miñoso otra vez finalizó segundo en bateo en 1954 con una marca de .320, detrás del promedio de .341 de Beto Ávila, segunda base de Cleveland Indians. (Ted Williams no podía competir por tener menos turnos al bate, y podía haber sido segundo si tuviera los turnos necesarios). El 18 de mayo de 1955, Miñoso sufrió fractura de cráneo debido a un lanzamiento que le golpeó la cabeza por el pitcher Bob Grim de los Yankees en el primer inning y que terminó en derrota 11-6. Concluyó la temporada con un promedio de .288, su más bajo desde 1953 hasta 1960. Tuvo la racha más larga bateando de hit en su carrera con 23 juegos, del 9 al 30 de agosto, donde tuvo un promedio de bateo de .421. Sus 18 asistencias en esta temporada, no solo el doble de cualquier otro jardinero en las Ligas Mayores, sino también tuvo la marca más alta como jardinero de la Liga Americana desde 1945 hasta 1983. Fue también líder en putouts (elevados) por primera vez con 267.
Miñoso también representaba un raro poder que amenazaba a los Sox. Debido a las dimensiones del Comiskey Park, White Sox fue el único equipo de las Ligas Mayores que no tuvo a un jugador con 100 jonrones antes de la Segunda Guerra Mundial. El 2 de septiembre de 1956, dio su jonrón número 80 con los White Sox frente al pitcher Hank Aguirre en la victoria 4-3 contra los Indians, rompiendo el récord del equipo de Zeke Bonura, El 23 de septiembre de 1957, perdieron en gira 6-5 frente a los Athletics, siendo el primer jugador en dar 100 jonrones con la franquicia de los White Sox, conectando en el 4° inning, un lanzamiento de Alex Kellner. Miñoso llegó al tope de la Liga Americana como jardinero izquierdo otra vez, con 282 putouts y 10 asistencias en 1956, y con dos doble plays en 1957. Fue líder de la Liga en triples una vez más en 1956, con 11, y con dos doble plays en 1957. Fue líder de la liga en triples otra vez en 1956, con 11, y en dobles con 36 en 1957. En el Juego de Estrellas de 1957 salvó la victoria de la Liga Americana 6-5 con una dramática atrapada para el out final, con lo que podría haberse empatado el juego por haber un corredor en la segunda base. La temporada de 1957 marcó la primera vez en la cual se otorgó el premio de Guante de Oro y Miñoso se llevó los honores en el jardín izquierdo (premios individuales para ambas ligas fueron establecidos al año siguiente, así como galardones para cada posición de los jardines que fueron descontinuados por medio siglo después de 1960 en favor de tres premios para los jardineros sin importar la posición).

## Últimas temporadas

### Cleveland Indians
The White Sox enviaron a Miñoso de regreso a los Indians después de la temporada de 1957 en una negociación que involucró a cuatro jugadores con los White Sox que obtuvieron al pitcher Early Wynn, al jardinero Al Smith en intercambio por Miñoso y el tercera base Fred Hatfield. Con Cleveland, Miñoso bateó 24 jonrones, lo más alto en su carrera en 1958, siendo otra vez líder de los jardineros de la Liga Americana con 13 asistencias. Bateó .302 tanto en 1958 como en 1959, y el 21 de abril de 1959 bateó cinco hits en un juego ganado en gira 14-1 contra Detroit Tigers. También condujo seis carreras por segunda vez en su carrera. Se vio involucrado en un incidente en un juego de gira contra Boston Red Sox el 17 de julio ese año, cuando el mánager de los Indians Joe Gordon se levantó después de una interferencia llamando al bateador, continuando su argumento en lugar de irse del campo. Miñoso refutó la entrada del bateador en la caja de bateo mientras Gordon seguía discutiendo; el ampayer de home, Frank Umont, llegó furioso, y declaró que era out en tres strikes. Miñoso fue expulsado después de lanzar su bate a Umont, pero se disculpó después del juego, diciendo que no sabía acerca de la regla de que cualquier lanzamiento en esa situación debe ser declarado strike sin importar su ubicación. Fue suspendido por tres juegos. Ese año, fue líder en ambas ligas mayores entre los jardineros izquierdos, con 317 elevados en su carrera, y también líder otra vez en la Liga Americana con 14 asistencias, y recibió su segundo Galardón de Guante de Oro. También en 1959, tuvo otra aparición en el Juego de Estrellas, iniciando en el jardín izquierdo el 7 de julio el primero de dos juegos de estrellas de ese año (jugó en dos Juegos de Estrellas de 1959 hasta 1962). Se fue de 0-5 en el primer juego y no jugó en el segundo juego del 3 de agosto.

### Chicago White Sox
Miñoso se decepcionó por haberse perdido los juegos para the White Sox durante 1959, temporada en que ganaron el banderín, siendo negociado de regreso a Chicago en donde se involucraron siete jugadores en diciembre, con Norm Cash como el jugador principal en retornar. Bill Veeck, el dueño de los White Sox, presentó a Miñoso y le dio un anillo honorario del banderín del campeonato al inicio de la temporada de 1960, diciendo que le había dado mucho y que había ayudado a los White Sox a llegar al tope de la Liga –parcialmente a través de su influencia en la construcción de un equipo ganador– y porque los Sox habían adquirido a Wynn, quien ganó el premio Cy Young en 1959 en un intercambio con Miñoso en el trato de 1957 con los Indians. Miñoso impulsó seis carreras por tercera vez en su carrera bateando un grand slam en el cuarto inning del juego inaugural contra Kansas City y dando a los Sox una victoria de 10-9 con un jonrón en la parte baja de la novena entrada. Miñoso tendría su última gran temporada en 1960 y sería su última aparición en el Juego de Estrellas (iniciando en ambos juegos) líder en la Liga Americana con 184 hits, líder con 105 carreras impulsadas, bateando sobre .300 por octava y final ocasión terminando cuarto en la votación del Jugador Más Valioso por cuarta vez. También tuvo la mejor defensiva en esta temporada, líder en toda la Liga Mayor entre los jardineros izquierdos en elevados (277), asistencias (14) y doble plays (3) y ganando su tercer y final premio de Guante de Oro.

### St. Louis Cardinals
Después de la temporada de 1961, con un porcentaje de bateo el cual cayó a .280, Miñoso fue negociado a St. Louis Cardinals en intercambio por Joe Cunningham. Miñoso fue líder en la Liga Americana en hits en varias ocasiones desde su temporada de novato, excepto en 1955. Después de luchar contra el pitcheo de la nueva liga, en zonas de strikes y contra los pitches, perdió dos meses de la temporada de 1962 donde sufrió una fractura de cráneo y la fractura de una muñeca por un choque en los jardines en el sexto inning en un juego perdido 8-5 contra Los Angeles Dodgers el 11 de mayo, finalizando el año con un bateo de .116

### Washington Senators
Su contrato fue vendido a los Washington Senators previo a la temporada 1963 y después de batear .220 fue liberado en octubre de 1963.
El 12 de octubre de 1963 jugó por primera y única vez en el juego de estrellas de la Hispanidad de la Liga Americana en el Polo Grounds de New York.

### Chicago White Sox
Firmó con the White Sox antes de la campaña 1964, pero apareció en solo treinta juegos en ese año y bateó .226 –casi exclusivamente como un bateador emergente– y su último jonrón en el segundo juego de un doble juego el 6 de mayo a Ted Bowsfield en el séptimo inning en una victoria de 11-4 sobre the Athletics. Se retiró después de la temporada 1964.

### Liga Mexicana de Béisbol
Iniciando 1965 Miñoso jugó para los Charros de Jalisco en la Liga Mexicana de Verano. Jugando la primera base, bateó .360 en su primera temporada, líder de la liga en 35 dobles y 106 carreras. Continuó jugando en la Liga Mexicana por las siguientes ocho temporadas. Bateó de .265 con 12 jonrones y 83 carreras impulsadas en 1973, con 47 años de edad.
En las décadas de 1960 y 1970, jugó en la Liga Mexicana de Verano, con los Algodoneros de Unión Laguna equipo con base en la ciudad de Torreón, Coahuila.

### Entrenador y aparición final
En 1976, Miñoso fue sacado de su retiro, llegando como entrenador de primera y tercera bases por tres temporadas para los White Sox. También hizo aparición en tres juegos para the Sox en septiembre, en juegos contra California Angels, dando un sencillo en el octavo turno al bate (cuatro habían sido como bateador designado) –dos outs y sencillo contra Sid Monge el 12 de septiembre de 1976 en el segundo inning de un 2-1, ganando en la décima entrada– a los 50 años, siendo el cuarto jugador más viejo en dar de hit en un juego de la Liga Mayor. En 1980, Miñoso con 54 años, fue activado para jugar para los White Sox, bateando de hit para los dos juegos, otra vez contra the Angels. Fue el cuarto jugador más viejo en jugar en las mayores, detrás de Nick Altrock quien a la edad de 57 dio un hit en 1933, Charley O'Leary que a los 58 años dio un hit y Satchel Paige quien a los 59 años lanzó tres innings en un juego en 1965. Miñoso se unió a Altrock (1890s-1930s) siendo solo el segundo jugador en la historia de las ligas mayores en jugar en cinco décadas (1940s-1980s). Fuera de los jugadores de las Ligas Mayores en 1940s Miñoso fue el último en aparecer en un juego de liga mayor. Bill Melton rompió el récord de Miñoso con los White Sox de 135 jonrones con la franquicia en el segundo juego de un doble juego del 4 de agosto de 1974 en la victoria de 13-10 frente a The Texas Rangers. El récord se había empatado el día previo con la derrota de 12-5. El 29 de agosto de 1985 Don Baylor rompió el récord de Miñoso en la Liga Nacional, al dar hit en 189 ocasiones.
En 1990 Miñoso fue programado para hacer una presentación con el equipo de liga menor Miami Miracle de Florida State League, y fue el único profesional en jugar en seis décadas. Cuando se jugó el último juego en el Comiskey Park durante el último juego de la temporada, Miñoso fue invitado para presentarse en la alineación de the White Sox que fue entregada a los ampayers en el previo de las ceremonias del juego, en el home. Estaba debutando con el nuevo uniforme de the White Sox ese día, con su familiar número 9 en su espalda. En 1993, a los 67 años, Miñoso apareció con the Independent St. Paul Saints of the Northern League. Regresó a the Saints en 2003 recibiendo una base por bolas, para ser el único jugador en aparecer profesionalmente en siete décadas diferentes. La extensión profesional de su carrera con los Sax fue publicitada y orquestada por el dueño de los Sox Bill Veeck y su hijo Mike, que en ese momento era dueño parcial y controlaba el interés en el equipo.

### Años finales
En las décadas de los sesenta y los setenta, jugó en la Liga Mexicana de Verano, con los Algodoneros de Unión Laguna, equipo con base en la ciudad de Torreón, Coahuila.
Impuso un récord de triples para una temporada en el invierno cubano que, aunque igualada por Wilfredo Sánchez en la VII Serie Nacional de Béisbol, 1968-1969, todavía no ha podido ser superada.
Entre sus otros números importantes sobresalen un título de bateo conquistado en 1956-1957, así como varios lideratos en carreras anotadas, triples, bases robadas, etcétera. Miñoso no solo fue la figura importante de los Tigres de Marianao en más de una década en la pelota de la Isla, sino también lo fue de Cuba en el Béisbol de Ligas Mayores de los Estados Unidos.
Reconocido como el primer jugador negro cubano y latinoamericano en actuar en el “Big Show” y el primero en aparecer en un All Star, fue un habanero que pasó la mayor parte de su carrera en el jardín izquierdo. Es uno de apenas dos jugadores en jugar en un partido de Grandes Ligas en cinco décadas diferentes. Tuvo su último hit en 1976, a la edad de 53 años, y se fue de 2-0 en 1980 en un partido con los Medias Blancas, que trataron infructuosamente durante años de conseguir el ingreso del cubano al Salón de la Fama del Béisbol en Cooperstown. Su mayor porcentaje en sus 15 años en las boletas de los periodistas fue 21.1 en 1988. Fue considerado por el Comité de Veteranos en 2014 y no consiguió los votos necesarios.
Saturnino Orestes Armas "Minnie" Miñoso fue seleccionado a nueve Juegos de Estrellas y ganó tres Guantes de Oro. Fue golpeado por un lanzamiento en 192 ocasiones, noveno en la lista de todos los tiempos, y finalizó entre los cuatro primeros en la votación para el Jugados Más Valioso cuatro veces.

## Vida personal
Miñoso vivió en Chicago donde representaba the Chicago White Sox como "Mr. White Sox". Se casó con Sharon Rice en los 1990s y tuvieron un hijo, Charles. Miñoso también tuvo tres hijos con matrimonios previos, Orestes, Jr., Cecilia y Marilyn. Su hijo mayor Orestes, Jr. jugó béisbol profesional brevemente.
Llegó a ser miembro de the Chicagoland Sport Hall of Fame en 1994, en el Salón de la Fama del Béisbol Profesional en México en 1996, y en la Herencia Hispánica en el Museo del Béisbol y Salón de la Fama el 11 de agosto de 2002, y en el Salón de la Fama del Béisbol Cubano en 2014. 
El 19 de septiembre de 2004, fue el Día de Minnie Miñoso celebrado en el U.S. Cellular Field  donde se develó una estatua en el campo. Recibió el premio Jerome Holtzman del Chicago Baseball Museum.

## Muerte
Miñoso fue encontrado muerto en el asiento de conducir del auto cerca de una estación de gasolina en Chicago a la 1 a. m. del 1 de marzo de 2015 tras haber asistido a una fiesta de cumpleaños de un amigo el día anterior. La autopsia reveló que su muerte se debió a un desgarro de la arteria pulmonar como resultado de una enfermedad pulmonar obstructiva crónica. Sus servicios funerarios fueron realizados en la Holy Family Church en Chicago, el 7 de marzo, con la asistencia de más de mil dignatarios, funcionarios, amigos y fanáticos. "Tanto los aficionados del Sur y de los Sox cruzaron el país, incluido yo, Minnie Miñoso es y será 'Mr. White Sox'", dijo el presidente Barack Obama en la Casa Blanca.